# Adelheid Maria Eichner
Adelheid Maria Eichner (* 1762 in Mannheim; † 5. April 1787 in Potsdam) war eine deutsche Komponistin, Sängerin und Pianistin, die während ihres kurzen Lebens für ihre feine dreioktavige Singstimme und Gesangstechnik bekannt war.

## Leben und Karriere
Adelheid Eichner war das einzige Kind des Fagottisten und Komponisten Ernst Eichner und seiner Frau, Maria Magdalena Ritter. Sie wurde in Mannheim geboren und wuchs in Zweibrücken auf.
Ihr Vater war von Herbst 1762 bis November 1772 in der Hofkapelle Herzog Christian IV. von Zweibrücken-Birkenfeld angestellt. Sie erhielt in Mannheim Gesangsunterricht von einem älteren italienischen Kastraten einer guten Schule, während ihr Vater ihr vermutlich Klavierunterricht gab. Ihr Vater reiste zu Konzerten nach Paris und London und hatte im August 1773 seine Anstellung in der Hofkapelle des Prinzen von Preußen angetreten. Ende 1773 schloss sie sich mit ihrer Mutter ihrem Vater in Potsdam an.
Ab 1773 war Adelheid zusammen mit ihrem Vater als einzige deutsche Sängerin in der Hofkapelle angestellt. Als „Cammer Sängerin“ des Prinzen trat sie ab 1777 in öffentlichen Konzerten in Berlin auf, ab 1781 an der Berliner Königlichen Oper. Ab 1782 wurde sie festes Mitglied der Oper und sang Hauptrollen in Opera seria Aufführungen.
Als Komponistin wurde Adelheid Eichner erstmals 1780 bekannt, als ihre 12 Lieder mit Melodien fürs Clavier in Potsdam veröffentlicht wurden. Diese Sammlung ist ihr einziges erhaltenes Werk und enthält eines der frühesten Goethe-Lieder, eine Vertonung von Jägers Nachtlied. Obwohl ausdrucksstark, sind die Lieder instrumental konzipiert, ohne Rücksicht auf die natürliche Melodie ihrer Texte. Weitere einzelne Lieder wurden bis 1792 in musikalischen Almanachs gedruckt. Eichner vertonte Gedichte von Gottfried August Bürger und Johann Daniel Overbeck sowie des niederländischen Generals von Stamford, der von etwa 1775 bis 1786 Hauslehrer am Hofe des Prinzen von Preußen war und laut Zelter mit ihr verlobt war.
Mit nur 24 Jahren starb Adelheid Eichner 1787 in Potsdam.

## Rezeption
Eichner erhielt beträchtliche Anerkennung für ihre Gesangstechnik über ihren gesamten Drei-Oktaven-Bereich. Das Freiburger Musikalische Taschenbuch von 1784 lobte ihr Klavierspiel und behauptete, dass sie „mit der gleichen Leichtigkeit und Geschicklichkeit [wie sie singt] auftrat, und besonders in Fragen des Vortragsgeschmacks scheint der empfindsame Geist ihres Vaters auf ihr zu ruhen“.
Als Komponistin wurde Adelheid Eichner kritisiert, dass sie Schwierigkeiten hätte, Wort und Musik effektiv zu kombinieren. Kritiker behaupteten, ihre Kompositionen seien instrumental wirkungsvoller als vokal.

## Werke (Auswahl)
- 2 Lieder mit Melodien fürs Clavier (1780)[5]
- Ich hatt’ ein kleines Lammchen nur (1783)[5]
- Mach mir vom Volk (1781–82)[5]
- An die Träume
- Lied eines Mädchens[6]